# 幸清流
幸清流（こうせい-りゅう）または幸清次郎流（こう-せいじろう・りゅう）は能楽小鼓方の一流派。

## 解説
小鼓方幸流の分家で、二世五郎次郎正能の後、嫡孫清次郎了能が幼少であったため、二男小左衛門一宗が三世を襲い、後に了能が別家して流儀を興した。このため作法や譜は幸流にきわめて近いが、装飾的な替えの手組みを多く持つところに特色がある。東京・名古屋が主要な地盤で、能楽協会には10名の役者が登録されている（2008年6月30日現在）。現宗家は十五世幸清次郎能満。

## 宗家代々
- 初世 - 幸清次郎友能

- 十一世 - 幸清次郎能聴
- 十二世 - 幸清次郎能忠
  - 十一世の長男。
- 十三世 - 幸義太郎能和
  - 十二世の女婿・愛吉の長男。
- 十四世 - 幸圓次郎
  - 十二世の孫。
- 十五世 - 幸清次郎能満
  - 十四世の長男。